# Gran Premio d'Argentina 1980
Il Gran Premio d'Argentina 1980 è stata la prima prova della stagione 1980 del Campionato mondiale di Formula 1. Si è corsa domenica 13 gennaio 1980 sul Circuito di Buenos Aires. La gara è stata vinta dall'australiano Alan Jones, su Williams-Ford Cosworth; per il vincitore si trattò del sesto successo nel mondiale. Ha preceduto sul traguardo il brasiliano Nelson Piquet su Brabham-Ford Cosworth e il finlandese Keke Rosberg su Fittipaldi-Ford Cosworth. Per questi ultimi due piloti si trattò del primo podio in una gara iridata.

## Vigilia

### Aspetti tecnici
Il primo gran premio della stagione 1980 vide subito l'esordio di molte vetture nuove. La Ferrari presentò la 312 T5, la Lotus il modello 81, l'Ensign la N180, la Renault la RE20 (o anche Elf 20), la Shadow la DN11, l'Arrows l'A3; l'Osella esordì nel mondiale di F1 con la FA1, vettura a motore Ford Cosworth DFV e con pneumatici Goodyear. La Fittipaldi mise in pista la F7 che, di fatto, era l'aggiornamento della Wolf WR7, dopo l'acquisto, da parte della scuderia brasiliana, del materiale della Walter Wolf Racing. La Ligier propose la 11/15, mentre la Williams presentò la FW07 B, nuova versione della vettura spesso vincente nella parte finale della stagione 1979.

### Aspetti sportivi
La scuderia italiana Osella Corse fece il suo esordio nel mondiale di Formula 1 affidando una monoposto allo statunitense Eddie Cheever, già impiegato da Theodore e Hesketh nel 1978. All'Osella venne anche avvicinato l'ingaggio di Beppe Gabbiani e di Piercarlo Ghinzani. Abbandonarono il mondiale la Rebaque, la Merzario e la Walter Wolf Racing.
Alla Williams, a far coppia con Alan Jones, arrivò dalla Lotus l'argentino Carlos Reutemann, che così sostituì per la seconda volta Clay Regazzoni (l'altra volta era capitato alla Ferrari nel 1977). Alla Lotus venne ingaggiato Elio De Angelis, in arrivo dalla Shadow, che fece coppia con Mario Andretti. Anche l'altro pilota della Shadow nel 1979, l'olandese Jan Lammers trovò un'altra sistemazione, passando all'ATS, ove fece coppia con lo svizzero Marc Surer, che nel 1979 aveva corso gli ultimi gran premi stagionali con l'Ensign.

Alain Prost esordì nel mondiale di F1 con la McLaren.

La Shadow iscrisse perciò allo svedese Stefan Johansson, esordiente in F1, e all'irlandese Dave Kennedy, che aveva partecipato nel 1979 alla Formula Aurora con una Wolf della Theodore Racing. Inizialmente, al posto di Johansson, si era prospettato l'ingaggio di Beppe Gabbiani.
La Brabham confermò la coppia con cui aveva concluso la stagione 1979: i sudamericani Nelson Piquet e Ricardo Zunino, mentre, alla Ligier, Patrick Depailler venne sostituito da un altro pilota francese, Didier Pironi, proveniente dalla Tyrrell. Quest'ultima confermò Derek Daly, che aveva già corso alcuni gran premi nel 1979, assieme a Jean-Pierre Jarier. Con Daly e Kennedy l'Irlanda ebbe per la prima volta due piloti iscritti in contemporanea alla stessa gara iridata di F1.
Clay Regazzoni ritornò alla Ensign, con cui aveva corso già nel 1977, mentre Patrick Depailler passò all'Alfa Romeo, dove venne confermato Bruno Giacomelli. Inizialmente le condizioni fisiche di Depailler però erano ancora considerate incerte, tanto che si prospettò l'utilizzo di Patrick Tambay, almeno per i primi due gran premi stagionali. Keke Rosberg, dopo l'acquisto del materiale della Wolf da parte della Fittipaldi, venne confermato da quest'ultima.
Il campione europeo della F3, il francese Alain Prost, trovò una sistemazione in McLaren assieme a John Watson, proprio al posto di Tambay.
La GPDA, l'associazione che riunisce i piloti di Formula 1, criticò la sicurezza del Circuito di Interlagos, sul quale si sarebbe corso il successivo GP del Brasile; ciò mise in dubbio anche la tenuta della gara argentina, visto che le due gare sudamericane erano legate da motivi finanziari. La conferma della gara brasiliana portò alla conferma anche di quella argentina. La GPDA decise infine di confermare la presenza dei suoi piloti alla gara brasiliana.
Inoltre la stessa sicurezza del tracciato argentino era messa in dubbio dalla GPDA. Bernie Ecclestone, patron della Brabham e capo della FOCA, rispose che, in caso di boicottaggio del gran premio brasiliano da parte dei piloti, sarebbe stato facile per le scuderie sostituirli con altri conduttori, disposti a partecipare alla gara.
L'asfalto del tracciato argentino venne comunque risistemato in alcuni punti, anche se la scuderie chiesero più tempo tra le prove libere della domenica mattina e la partenza della gara, visto che la sconnessione della pista avrebbe provocato lavori di messa a punto delle monoposto più lunghi.
In questa gara le vetture non vennero più fatte partire appaiate, fila per fila, ma il meglio piazzato di ciascuna fila partiva leggermente davanti all'altro pilota, con sette metri di distanza tra una vettura e l'altra. La scelta venne poi resa definitiva dal Gran Premio di Long Beach.

## Qualifiche

### Resoconto
Le qualifiche si tennero sotto un caldo sole. Nella prima giornata di prove il migliore fu l'australiano Alan Jones su Williams, che chiuse con 1'44"17, precedendo i due piloti della Ligier, Jacques Laffite e Didier Pironi. Le due Ferrari scontarono dei problemi di aderenza e chiusero nona con Gilles Villeneuve e dodicesima con Jody Scheckter. I piloti della scuderia italiana si lamentarono per la scivolosità del tracciato. René Arnoux della Renault, chiuse nelle retrovie, penalizzato dalla rottura di ben due motori; Bruno Giacomelli, dell'Alfa Romeo, fu protagonista di un incidente alla chicane dopo i box: la vettura saltò su un dosso schizzando in aria; ricaduta al suolo terminò la sua corsa nella via di fuga, ma subì un principio d'incendio.
Le condizioni dell'asfalto erano molto critiche, tanto che Bernie Ecclestone propose di utilizzare una pista esterna a quella utilizzata nelle prove: ciò però era vietato dal regolamento che imponeva di correre ove si era provato e, inoltre, la pista esterna non era omologata per la Formula 1.
Al sabato le condizioni peggiorarono, tanto che molte furono le uscite di pista delle monoposto. Addirittura la sessione di prove libere del sabato mattina era stata interrotta per gli incidenti di Nelson Piquet e Keke Rosberg che, uscendo di pista, avevano danneggiato le reti di protezione. Questo portò anche allo slittamento di un'ora della sessione ufficiale, valida per lo schieramento. Nessun fu capace di impensierire Jones, che confermò la pole conquistata al venerdì. Per l'australiano si trattò della quarta partenza al palo nel mondiale. Confermati anche in seconda e terza posizione le due Ligier, Elio De Angelis conquistò la quinta piazza, davanti al compagno di scuderia Mario Andretti. Le Ferrari rimasero attardate così come Bruno Giacomelli, che fu nuovamente autore di un'uscita di pista, in cui danneggiò la sua vettura.
La situazione della pista era molto difficile, tanto che Bernie Ecclestone compì un giro di ricognizione assieme a Carlos Reutemann; la tenuta della gara venne messa in dubbio, così come si propose di non considerare il gran premio come gara valida per il mondiale. Molti piloti, tra cui Jacques Laffite, Jody Scheckter e Clay Regazzoni, temevano che la pista dopo pochi giri di gara potesse diventare impraticabile; altri, come Jones o Andretti erano invece più ottimisti.
In una riunione tenuta al sabato pomeriggio Jacques Laffite e Jean-Pierre Jabouille proposero di anticipare la gara al mattino al fine di correre con una temperatura più bassa che avrebbe permesso di evitare lo sfaldamento dell'asfalto. Nella notte tra il sabato e la domenica gli organizzatori comunque stesero un nuovo manto di cemento nei settori ove la pista risultava più deteriorata.

### Risultati
Nella sessione di qualifica si è avuta questa situazione:
| Pos                     | Nº | Pilota                | Costruttore              | Tempo   | Griglia |
| ----------------------- | -- | --------------------- | ------------------------ | ------- | ------- |
| 1                       | 27 | Alan Jones            | Williams-Ford Cosworth   | 1'44"17 | 1       |
| 2                       | 26 | Jacques Laffite       | Ligier-Ford Cosworth     | 1'44"44 | 2       |
| 3                       | 25 | Didier Pironi         | Ligier-Ford Cosworth     | 1'44"64 | 3       |
| 4                       | 5  | Nelson Piquet         | Brabham-Ford Cosworth    | 1'45"02 | 4       |
| 5                       | 12 | Elio De Angelis       | Lotus-Ford Cosworth      | 1'45"46 | 5       |
| 6                       | 11 | Mario Andretti        | Lotus-Ford Cosworth      | 1'45"78 | 6       |
| 7                       | 29 | Riccardo Patrese      | Arrows-Ford Cosworth     | 1'46"01 | 7       |
| 8                       | 2  | Gilles Villeneuve     | Ferrari                  | 1'46"07 | 8       |
| 9                       | 15 | Jean-Pierre Jabouille | Renault                  | 1'46"15 | 9       |
| 10                      | 28 | Carlos Reutemann      | Williams-Ford Cosworth   | 1'46"19 | 10      |
| 11                      | 1  | Jody Scheckter        | Ferrari                  | 1'46"28 | 11      |
| 12                      | 8  | Alain Prost           | McLaren-Ford Cosworth    | 1'46"75 | 12      |
| 13                      | 21 | Keke Rosberg          | Fittipaldi-Ford Cosworth | 1'46"97 | 13      |
| 14                      | 30 | Jochen Mass           | Arrows-Ford Cosworth     | 1'47"05 | 14      |
| 15                      | 14 | Clay Regazzoni        | Ensign-Ford Cosworth     | 1'47"18 | 15      |
| 16                      | 6  | Ricardo Zunino        | Brabham-Ford Cosworth    | 1'47"41 | 16      |
| 17                      | 7  | John Watson           | McLaren-Ford Cosworth    | 1'47"70 | 17      |
| 18                      | 3  | Jean-Pierre Jarier    | Tyrrell-Ford Cosworth    | 1'47"83 | 18      |
| 19                      | 16 | René Arnoux           | Renault                  | 1'48"24 | 19      |
| 20                      | 23 | Bruno Giacomelli      | Alfa Romeo               | 1'48"44 | 20      |
| 21                      | 9  | Marc Surer            | ATS-Ford Cosworth        | 1'48"86 | 21      |
| 22                      | 4  | Derek Daly            | Tyrrell-Ford Cosworth    | 1'48"95 | 22      |
| 23                      | 22 | Patrick Depailler     | Alfa Romeo               | 1'49"20 | 23      |
| 24                      | 20 | Emerson Fittipaldi    | Fittipaldi-Ford Cosworth | 1'49"42 | 24      |
| Vetture non qualificate |    |                       |                          |         |         |
| NQ                      | 18 | Dave Kennedy          | Shadow-Ford Cosworth     | 1'50"25 | NQ      |
| NQ                      | 17 | Stefan Johansson      | Shadow-Ford Cosworth     | 1'51"57 | NQ      |
| NQ                      | 10 | Jan Lammers           | ATS-Ford Cosworth        | 1'51"59 | NQ      |
| NQ                      | 31 | Eddie Cheever         | Osella-Ford Cosworth     | 1'54"12 | NQ      |

## Gara

### Resoconto

L'Alfa Romeo ottenne il primo arrivo a punti dal Gran Premio di Spagna 1951, con Bruno Giacomelli, qui ritratto davanti al compagno di scuderia Patrick Depailler.

Le due Renault accusarono dei problemi tecnici nel giro di ricognizione, tanto che Jabouille fu costretto a rientrare ai box, da dove prese il via alla gara. Le condizioni della pista era comunque sempre molto difficili, tanto che qualche pilota propose di interrompere il gran premio se l'asfalto fosse divenuto impraticabile.
Alan Jones scattò in testa inseguito da Jacques Laffite, Didier Pironi, Nelson Piquet, Mario Andretti, Gilles Villeneuve e Carlos Reutemann. Nel corso del primo giro la classifica variò di molto: sul lungo rettifilo Piquet passò Pironi, in lotta con Laffite; Villeneuve, nel tentativo di passare Andretti, arrivò troppo lungo e si ritrovò dodicesimo. Piquet poco dopo sopravanzò anche Laffite e conquistò la piazza d'onore. Dopo poco Didier Pironi si ritirò per un guasto al motore. Dietro a Jones si trovò così Piquet, seguito da Laffite, Andretti, Reutemann e Jody Scheckter. Andretti venne passato da Reutemann, Scheckter e Mass, fino a dover andare ai box al quarto giro, e scendere nella pancia della classifica.
Al quinto giro Jochen Mass guadagnò la quinta posizione su Scheckter, mentre Piquet e Laffite dettero vita a un lungo duello, con il francese che prima infilò il brasiliano e poi venne nuovamente passato da Piquet. Due giri dopo Mass fu costretto a una sosta ai box, che lo estromise dalla lotta al vertice. Nelle retrovie si fece luce invece Villeneuve che al nono passaggio passò il compagno di scuderia Scheckter.
Dopo 13 tornate si ritirò Carlos Reutemann che nei giri precedenti aveva cercato di inserirsi nella lotta tra Laffite e Piquet per la seconda piazza. La classifica vedeva ora in testa Jones, seguito da Laffite, Piquet, il duo della Ferrari Villeneuve-Scheckter, Keke Rosberg, Riccardo Patrese e Derek Daly. Un giro dopo Jones fu protagonista di un'escursione di pista, che però non gli fece perdere il comando della corsa.
Al giro numero 18 Alan Jones fu però costretto a una sosta ai box per un sacchetto di carta che ostruiva un radiatore, detrito raccolto durante l'escursione di pochi giri prima: ripartì quarto. Al ventunesimo passaggio Villeneuve, ormai in scia a Piquet, commise un'altra imprecisione di guida. Jones, in rimonta, passò Villeneuve: il canadese aveva perso del tempo nuovamente nel tentativo di passare Piquet. L'australiano però andò in testacoda ma fu capace di non spegnere il motore e poté ripartire.
Al 25º giro Jones passò definitivamente Villeneuve: la rimonta del pilota della Williams proseguì il giro seguente quando sorpassò anche Nelson Piquet e s'installò al secondo posto dietro Laffite. Al giro 27 Villeneuve conquistò il terzo posto passando Piquet all'Ombu. Un giro dopo Patrese si ritirò per un guasto al motore della sua Arrows.
Al 30º passaggio Jones riprese la testa della gara passando Jacques Laffite; due giri dopo Laffite si ritirò col motore fuori uso mentre al giro 37 fu Gilles Villeneuve a doversi ritirare per un'uscita di pista, senza conseguenze fisiche per il pilota canadese.
Jones era seguito da Piquet, poi Scheckter, quarto Keke Rosberg quindi Derek Daly, Bruno Giacomelli, e Alain Prost. Al giro 46 ci fu la rottura del propulsore per Scheckter.
Alan Jones ottenne la sesta vittoria della carriera; Nelson Piquet conquistò il primo podio iridato, così come vi fu il primo podio nel mondiale per un pilota finlandese (Keke Rosberg) e il secondo assoluto per la Fittipaldi. A punti, dopo 29 anni, un'Alfa Romeo con Giacomelli (ultimo gran premio a punti quello di Spagna nel 1951); giunse a punti, nella prima gara della carriera nel mondiale, anche Alain Prost.
Il vincitore della gara, Alan Jones, rischiò la squalifica al termine del gran premio. Infatti, prima di inviare la vettura alle verifiche tecniche post-gara, i tecnici della Williams fecero rientrare al loro box la monoposto per togliere una parte della carrozzeria anteriore. I commissari chiesero perciò che la vettura venisse inviata immediatamente alle verifiche, cosa che poi puntualmente avvenne.

### Risultati
I risultati del gran premio furono i seguenti:
| Pos | No | Pilota                | Costruttore              | Giri | Tempo/Ritiro            | Pos. Griglia | Punti |
| --- | -- | --------------------- | ------------------------ | ---- | ----------------------- | ------------ | ----- |
| 1   | 27 | Alan Jones            | Williams-Ford Cosworth   | 53   | 1h43'24"38              | 1            | 9     |
| 2   | 5  | Nelson Piquet         | Brabham-Ford Cosworth    | 53   | +24"59                  | 4            | 6     |
| 3   | 21 | Keke Rosberg          | Fittipaldi-Ford Cosworth | 53   | +1'18"64                | 13           | 4     |
| 4   | 4  | Derek Daly            | Tyrrell-Ford Cosworth    | 53   | +1'23"48                | 22           | 3     |
| 5   | 23 | Bruno Giacomelli      | Alfa Romeo               | 52   | +1 giro                 | 20           | 2     |
| 6   | 8  | Alain Prost           | McLaren-Ford Cosworth    | 52   | +1 giro                 | 12           | 1     |
| 7   | 6  | Ricardo Zunino        | Brabham-Ford Cosworth    | 51   | +2 giri                 | 16           |       |
| Rit | 22 | Patrick Depailler     | Alfa Romeo               | 46   | Motore                  | 23           |       |
| Rit | 1  | Jody Scheckter        | Ferrari                  | 45   | Motore                  | 11           |       |
| NC  | 14 | Clay Regazzoni        | Ensign-Ford Cosworth     | 44   | Non Classificato        | 15           |       |
| NC  | 20 | Emerson Fittipaldi    | Fittipaldi-Ford Cosworth | 37   | Non Classificato        | 24           |       |
| Rit | 2  | Gilles Villeneuve     | Ferrari                  | 36   | Incidente               | 8            |       |
| Rit | 26 | Jacques Laffite       | Ligier-Ford Cosworth     | 30   | Motore                  | 2            |       |
| Rit | 29 | Riccardo Patrese      | Arrows-Ford Cosworth     | 27   | Motore                  | 7            |       |
| Rit | 9  | Marc Surer            | ATS-Ford Cosworth        | 27   | Incendio                | 21           |       |
| Rit | 11 | Mario Andretti        | Lotus-Ford Cosworth      | 20   | Alimentazione           | 6            |       |
| Rit | 30 | Jochen Mass           | Arrows-Ford Cosworth     | 20   | Cambio                  | 14           |       |
| Rit | 28 | Carlos Reutemann      | Williams-Ford Cosworth   | 12   | Motore                  | 10           |       |
| Rit | 12 | Elio De Angelis       | Lotus-Ford Cosworth      | 7    | Sospensione             | 5            |       |
| Rit | 7  | John Watson           | McLaren-Ford Cosworth    | 5    | Cambio                  | 17           |       |
| Rit | 15 | Jean-Pierre Jabouille | Renault                  | 3    | Cambio                  | 9            |       |
| Rit | 16 | René Arnoux           | Renault                  | 2    | Sospensione             | 19           |       |
| Rit | 25 | Didier Pironi         | Ligier-Ford Cosworth     | 1    | Motore                  | 3            |       |
| Rit | 3  | Jean-Pierre Jarier    | Tyrrell-Ford Cosworth    | 1    | Collisione con R.Arnoux | 18           |       |
| NQ  | 18 | Dave Kennedy          | Shadow-Ford Cosworth     |      |                         |              |       |
| NQ  | 17 | Stefan Johansson      | Shadow-Ford Cosworth     |      |                         |              |       |
| NQ  | 10 | Jan Lammers           | ATS-Ford Cosworth        |      |                         |              |       |
| NQ  | 31 | Eddie Cheever         | Osella-Ford Cosworth     |      |                         |              |       |

## Classifiche

### Piloti
| Pos. | Pilota           | Punti |
| ---- | ---------------- | ----- |
| 1    | Alan Jones       | 9     |
| 2    | Nelson Piquet    | 6     |
| 3    | Keke Rosberg     | 4     |
| 4    | Derek Daly       | 3     |
| 5    | Bruno Giacomelli | 2     |
| 6    | Alain Prost      | 1     |

### Costruttori
| Pos. | Team                   | Punti |
| ---- | ---------------------- | ----- |
| 1    | Williams-Ford Cosworth | 9     |
| 2    | Brabham-Ford Cosworth  | 6     |
| 3    | Fittipaldi-Ford        | 4     |
| 4    | Tyrrell-Ford Cosworth  | 3     |
| 5    | Alfa Romeo             | 2     |
| 6    | McLaren-Ford Cosworth  | 1     |